# 고대 로마의 도량형

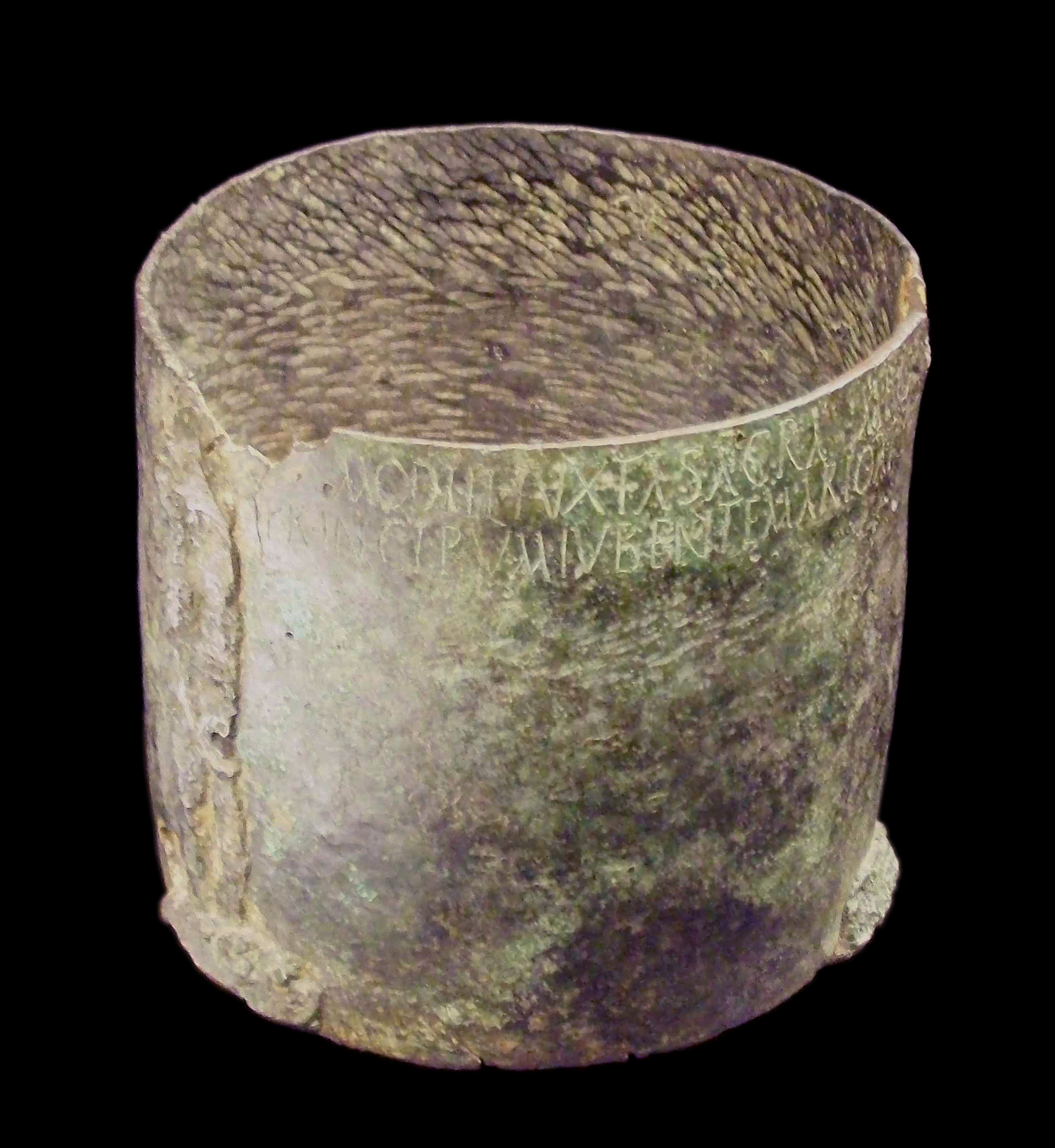
무게 및 측정에 대한 황제 규정을 인정하는 비문이 있는 청동 모디우스 측정기 (서기 4세기)

고대 로마의 측정 단위는 일반적으로 일관되고 잘 문서화되어 있었다.

## 길이

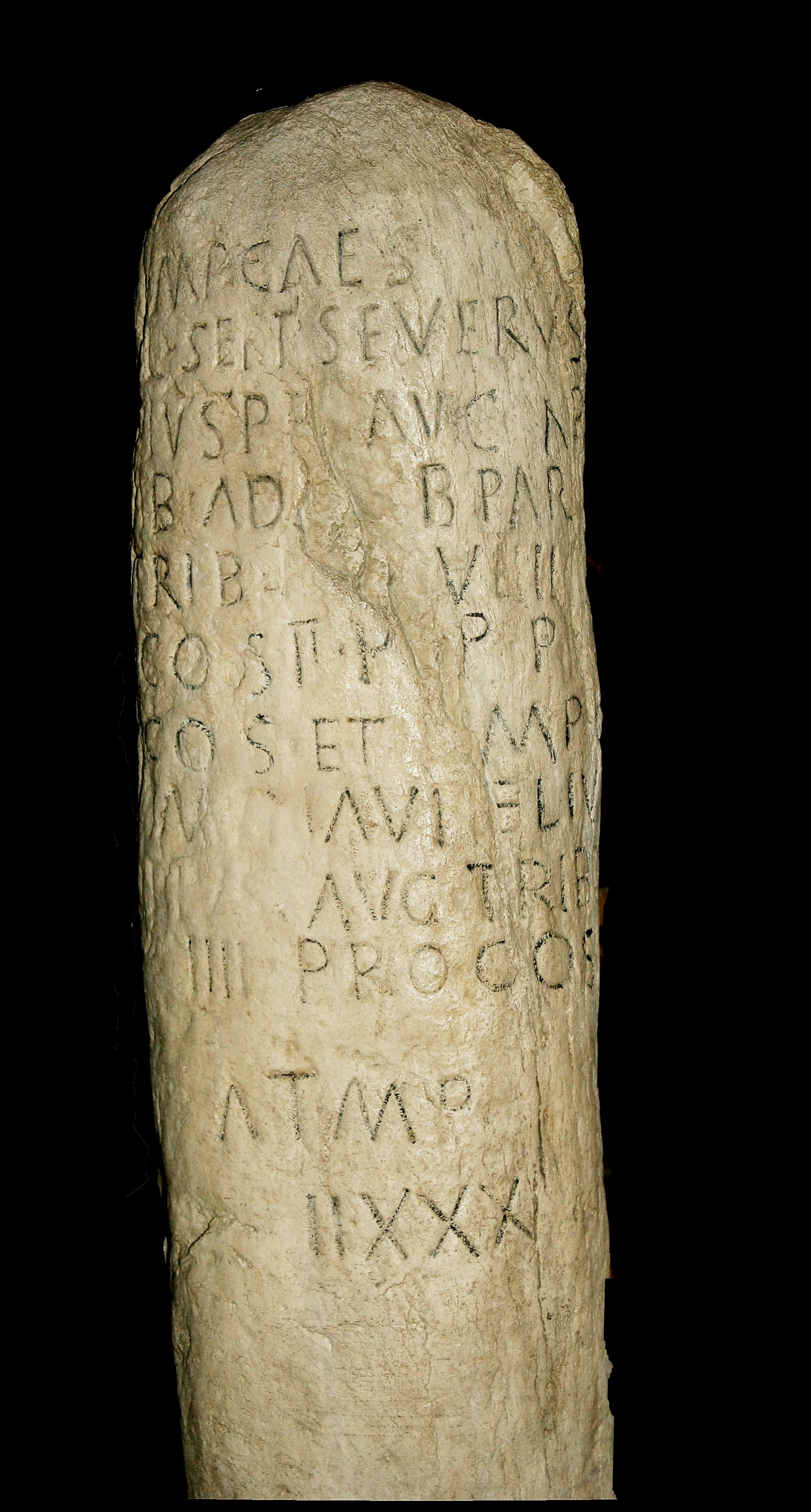
현대 오스트리아의 로마 이정표(서기 201년), 테우르니아까지 28 로마 마일(약 41km) 거리 표시

로마 선형 측정의 기본 단위는 페스(복수형: 페데스) 또는 로마 피트였다. 영국 피트와의 관계 조사는 적어도 1647년 존 그리브스가 『로마 발에 대한 담론(Discourse on the Romane foot)』을 출판했을 때로 거슬러 올라간다. 그리브스는 1639년에 로마를 방문하여 티투스 스타틸리우스 아페르의 무덤에 있는 발 측정값, 이전에 비야르판도가 측정한 베스파시아누스의 콘기우스, 로마 유적에서 발견된 여러 개의 황동 측정 막대, 판테온 및 기타 여러 고대 로마 건물의 포장석, 아피아 가도의 이정표 사이의 거리를 측정했다. 그는 코수티우스의 발이 "진정한" 로마 발이라고 결론 내리고, 길드홀의 영국 피트 철제 표준과 비교한 이 값들을 보고했다.
| 출처                                              | 영국 피트로 보고된 값 | 미터법 환산 |
| ------------------------------------------------- | --------------------- | ----------- |
| 코수티우스 조각상의 발                            | 0.967                 | 295 mm      |
| 스타틸리우스 기념비의 발                          | 0.972                 | 296 mm      |
| 빌랄판도의 발, 베스파시아누스의 콘기우스에서 파생 | 0.986                 | 301 mm      |

윌리엄 스미스(1851년)는 0.9708 영국 피트, 즉 약 295.9 mm의 값을 제시한다. 일반적으로 인정되는 현대 값은 296 mm이다. 이 피트는 특히 게르마니아 인페리오르의 일부 지방에서 때때로 사용되었던 페스 드루시아누스(약 333 또는 335 mm)와 구별하기 위해 페스 모네탈리스라고도 불린다.
로마 피트는 그리스 포우스처럼 16 디기투스 또는 손가락으로 나뉘거나 12 운시아 또는 인치로 나뉘었다. 프론티누스는 서기 1세기에 캄파니아주와 이탈리아 대부분 지역에서 디기투스가 사용되었다고 기록했다. 로마의 주요 길이 단위는 다음과 같다.
| 로마 단위 | 영어 명칭                    | 동일 값      | 미터법 환산 | 제국 환산          | 비고                                          |
| --- | ---------------------------- | ------------ | ----------- | ------------------ | --------------------------------------------- |
| 디지투스 | 손가락                       | 1⁄16 페스    | 18.5 mm     | 0.728 in 0.0607 ft |                                               |
| 운시아 폴렉스 | 인치 엄지                    | 1⁄12 페스    | 24.6 mm     | 0.971 in 0.0809 ft |                                               |
| 팔무스 (마이너) | 팜                           | 1⁄4 페스     | 74 mm       | 0.243 ft           |                                               |
| 팔무스 마이오르 | 팜 길이 (lit."더 큰 손바닥") | 3⁄4 페스     | 222 mm      | 0.728 ft           | 후기에 사용                                   |
| 페스 (복수형: 페데스) | (로마) 피트                  | 1 페스       | 296 mm      | 0.971 ft           | 때때로 페스 모네탈리스로 구별됨               |
| 팔미페스 | 피트와 팜                    | 1+1⁄4 페데스 | 370 mm      | 1.214 ft           |                                               |
| 큐비툼 | 큐빗                         | 1+1⁄2 페데스 | 444 mm      | 1.456 ft           |                                               |
| 그라두스 페스 세스테르티우스 | 걸음                         | 2+1⁄2 페데스 | 0.74 m      | 2.427 ft           |                                               |
| 파수스 | 페이스                       | 5 페데스     | 1.48 m      | 4.854 ft           |                                               |
| 데켐페다 페르티카 | 퍼치                         | 10 페데스    | 2.96 m      | 9.708 ft           |                                               |
| 악투스 | 길, 트랙                     | 120 페데스   | 35.5 m      | 116.496 ft         | 24 파수스 또는 12 데켐베다                    |
| 스타디움 | 스타데                       | 625 페데스   | 185 m       | 607.14 ft          | 600 그리스 피트 또는 125 파수스 또는 1⁄8 밀레 |
| 밀레 파수스 밀레 파수움 | (로마) 마일                  | 5,000 페데스 | 1.48 km     | 4,854 ft 0.919 mi  | 1000 파수스 또는 8 스타디아                   |
| 류가 류카 | (갈리아) 리그                | 7,500 페데스 | 2.22 km     | 7,281 ft 1.379 mi  |                                               |
| 달리 명시되지 않는 한 스미스(1851)를 기반으로 함. 영국 및 미터법 환산 값은 근사치이며, 1 페스 = 0.9708 영국 피트 및 296 mm로 각각 환산됨. |                              |              |             |                    |                                               |

다른 단위로는 이시도루스 카라케누스의 『파르티아 역참』(여기서 약 5 km or 3 마일의 값을 가짐)과 나일강의 제1폭포와 제2폭포 사이 누비아의 트리아콘타스호에누스 지역 이름(여기서 약 10.5 km or 6 1⁄2 마일의 값을 가짐)에 사용된 쇼이누스(그리스어로 "골풀 밧줄"을 의미)가 있다.

## 면적
일반적인 면적 측정 단위는 다음과 같다.
| 로마 단위                                                                                                | 영어 명칭 | 동일 값           | 미터법 환산 | 제국 환산                 | 설명                             |
| --- | --------- | ----------------- | ----------- | ------------------------- | -------------------------------- |
| 페스 콰드라투스                                                                                          | 제곱 피트 | 1 페스 qu.        | 0.0876 m2   | 0.943 sq ft               |                                  |
| 스크루풀룸 또는 데켐페다 콰드라타                                                                        |           | 100 페데스 qu.    | 8.76 m2     | 94.3 sq ft                | 표준 10피트 측정 막대의 제곱     |
| 악투스 심플렉스                                                                                          |           | 480 페데스 qu.    | 42.1 m2     | 453 sq ft                 | 4 × 120 페데스                   |
| 운시아                                                                                                   |           | 2,400 페데스 qu.  | 210 m2      | 2,260 sq ft               |                                  |
| 클리마                                                                                                   |           | 3,600 페데스 qu.  | 315 m2      | 3,390 sq ft               | 60 × 60 페데스                   |
| 악투스 콰드라투스 또는 악누아                                                                            |           | 14,400 페데스 qu. | 1,262 m2    | 13,600 sq ft              | 갈리아에서는 아르페니스라고도 함 |
| 유게룸                                                                                                   |           | 28,800 페데스 qu. | 2,523 m2    | 27,200 sq ft 0.623 에이커 |                                  |
| 헤레디움                                                                                                 |           | 2 유게라          | 5,047 m2    | 54,300 sq ft 1.248 에이커 |                                  |
| 켄투리아                                                                                                 |           | 200 유게라        | 50.5 ha     | 125 에이커                | 이전에는 100 유게라              |
| 살투스                                                                                                   |           | 800 유게라        | 201.9 ha    | 499 에이커                |                                  |
| 모디우스                                                                                                 |           |                   | 16 ha       | 40 에이커                 | 중세 라틴어, 복수형 모디이       |
| 달리 명시되지 않는 한 스미스(1851)를 기반으로 함. 미터법 환산 값은 근사치이며, 1 페스 = 296 mm로 환산됨. |           |                   |             |                           |                                  |

콜루멜라가 그의 『농업론(De Re Rustica)』에서 설명한 다른 면적 단위로는 히스파니아 바이티카에서 사용된 180 × 30 로마 피트(약 473 m2 or 5,090 ft2)의 포르카와 도시에서 100 피트 또는 시골에서 150 피트의 갈리아 칸데툼 또는 카데툼이 있다. 콜루멜라는 또한 유게룸의 운키아 구분을 제시했는데, 1745년 밀러 판의 익명 번역가는 다음과 같이 표로 정리했다.
| 로마 단위                                                                                              | 로마 제곱 피트 | 유게룸의 분수 | 미터법 환산 | 제국 환산    | 설명                |
| --- | -------------- | ------------- | ----------- | ------------ | ------------------- |
| 디미디움 스크루풀룸                                                                                    | 50             | 1⁄576         | 4.38 m2     | 47.1 sq ft   |                     |
| 스크루풀룸                                                                                             | 100            | 1⁄288         | 8.76 m2     | 94.3 sq ft   |                     |
| 두오 스크루풀라                                                                                        | 200            | 1⁄144         | 17.5 m2     | 188 sq ft    |                     |
| 섹스툴라                                                                                               | 400            | 1⁄72          | 35.0 m2     | 377 sq ft    |                     |
| 시킬리쿠스                                                                                             | 600            | 1⁄48          | 52.6 m2     | 566 sq ft    |                     |
| 세미운키아                                                                                             | 1,200          | 1⁄24          | 105 m2      | 1,130 sq ft  |                     |
| 운키아                                                                                                 | 2,400          | 1⁄12          | 210 m2      | 2,260 sq ft  |                     |
| 섹스탄스                                                                                               | 4,800          | 1⁄6           | 421 m2      | 4,530 sq ft  |                     |
| 콰드란스                                                                                               | 7,200          | 1⁄4           | 631 m2      | 6,790 sq ft  |                     |
| 트리엔스                                                                                               | 9,600          | 1⁄3           | 841 m2      | 9,050 sq ft  |                     |
| 퀸쿤스                                                                                                 | 12,000         | 5⁄12          | 1,051 m2    | 11,310 sq ft |                     |
| 세미스                                                                                                 | 14,400         | 1⁄2           | 1,262 m2    | 15,380 sq ft | = 악투스 콰드라투스 |
| 셉툰스                                                                                                 | 16,800         | 7⁄12          | 1,472 m2    | 15,840 sq ft |                     |
| 베스                                                                                                   | 19,200         | 2⁄3           | 1,682 m2    | 18,100 sq ft |                     |
| 도드란스                                                                                               | 21,600         | 3⁄4           | 1,893 m2    | 20,380 sq ft |                     |
| 덱스탄스                                                                                               | 24,000         | 5⁄6           | 2,103 m2    | 22,640 sq ft |                     |
| 데운스                                                                                                 | 26,400         | 11⁄12         | 2,313 m2    | 24,900 sq ft |                     |
| 유게룸                                                                                                 | 28,800         | 1             | 2,523 m2    | 27,160 sq ft |                     |
| 달리 명시되지 않는 한 밀러(1745)를 기반으로 함. 미터법 환산 값은 근사치이며, 1 페스 = 296 mm로 환산됨. |                |               |             |              |                     |

## 부피
액체 및 건조 부피 측정은 모두 섹스타리우스를 기반으로 했다. 섹스타리우스는 1세제곱 페스(로마 피트)의 1⁄48로 정의되었으며, 이는 암포라 콰드란탈로 알려져 있다. 로마 피트의 값으로 296 mm (11.7 in)를 사용하면 암포라 콰드란탈은 약 25.9 L (5.7 imp gal; 6.8 US gal)로 계산될 수 있으므로, 섹스타리우스는 (같은 방법으로) 이론적으로 540.3 ml (19.02 imp fl oz; 18.27 US fl oz)를 측정할 것이며, 이는 제국 파인트의 약 95%이다(568 ml).
그러나 고고학적으로는 증거가 그리 정확하지 않다. 남아있는 용기들 중 동일한 부피를 측정하는 것은 없으며, 실제 부피에 대한 학자들의 의견은 500 and 580 ml (17–20 US fl oz) 사이에서 다양하다.
핵심 부피 단위는 다음과 같다.
- 암포라 콰드란탈 (로마 항아리) – 1세제곱 페스 (로마 피트)
- 콘기우스 – 0.5 페스 세제곱 (따라서 암포라 콰드란탈의 1⁄8)
- 섹스타리우스 – 글자 그대로 콘기우스의 1⁄6

### 액체 측정
| 로마 단위                                                                  | 동일 값        | 미터법  | 제국                 | 미국 액량            |
| -------------------------------------------------------------------------- | -------------- | ------- | -------------------- | -------------------- |
| 리굴라                                                                     | 1⁄288 콘기우스 | 11.4 mL | 0.401 fl oz          | 0.385 fl oz          |
| 키아투스                                                                   | 1⁄72 콘기우스  | 45 mL   | 1.58 fl oz           | 1.52 fl oz           |
| 아세타불룸                                                                 | 1⁄48 콘기우스  | 68 mL   | 2.39 fl oz           | 2.30 fl oz           |
| 콰르타리우스                                                               | 1⁄24 콘기우스  | 136 mL  | 4.79 fl oz           | 4.61 fl oz           |
| 헤미나 또는 코틸라                                                         | 1⁄12 콘기우스  | 273 mL  | 9.61 fl oz           | 9.23 fl oz           |
| 섹스타리우스                                                               | 1⁄6 콘기우스   | 546 mL  | 19.22 fl oz 0.961 pt | 18.47 fl oz 1.153 pt |
| 콘기우스                                                                   | 1 콘기우스     | 3.27 L  | 5.75 pt 0.719 gal    | 3.46 qt 0.864 gal    |
| 우르나                                                                     | 4 콘기이       | 13.1 L  | 2.88 gal             | 3.46 gal             |
| 암포라 콰드란탈                                                            | 8 콘기이       | 26.2 L  | 5.76 gal             | 6.92 gal             |
| 쿨레우스                                                                   | 160 콘기이     | 524 L   | 115.3 gal            | 138.4 gal            |
| 달리 명시되지 않는 한 스미스(1851)를 기반으로 함. 현대 환산 값은 근사치임. |                |         |                      |                      |

### 건조 측정
| 로마 단위                                                                  | 동일 값        | 미터법  | 제국                 | 미국 건량 |
| -------------------------------------------------------------------------- | -------------- | ------- | -------------------- | --------- |
| 리굴라                                                                     | 1⁄288 콘기우스 | 11.4 ml | 0.401 fl oz          | 0.0207 pt |
| 키아투스                                                                   | 1⁄72 콘기우스  | 45 ml   | 1.58 fl oz           | 0.082 pt  |
| 아세타불룸                                                                 | 1⁄48 콘기우스  | 68 ml   | 2.39 fl oz           | 0.124 pt  |
| 콰르타리우스                                                               | 1⁄24 콘기우스  | 136 ml  | 4.79 fl oz           | 0.247 pt  |
| 헤미나 또는 코틸라                                                         | 1⁄12 콘기우스  | 273 ml  | 9.61 fl oz           | 0.496 pt  |
| 섹스타리우스                                                               | 1⁄6 콘기우스   | 546 ml  | 19.22 fl oz 0.961 pt | 0.991 pt  |
| 세미모디우스                                                               | 1+1⁄3 콘기이   | 4.36 L  | 0.96 gal             | 0.99 gal  |
| 모디우스                                                                   | 2+2⁄3 콘기이   | 8.73 L  | 1.92 gal             | 1.98 gal  |
| 모디우스 카스트렌시스                                                      | 4 콘기이       | 12.93 L | 2.84 gal             | 2.94 gal  |
| 달리 명시되지 않는 한 스미스(1851)를 기반으로 함. 현대 환산 값은 근사치임. |                |         |                      |           |

## 무게

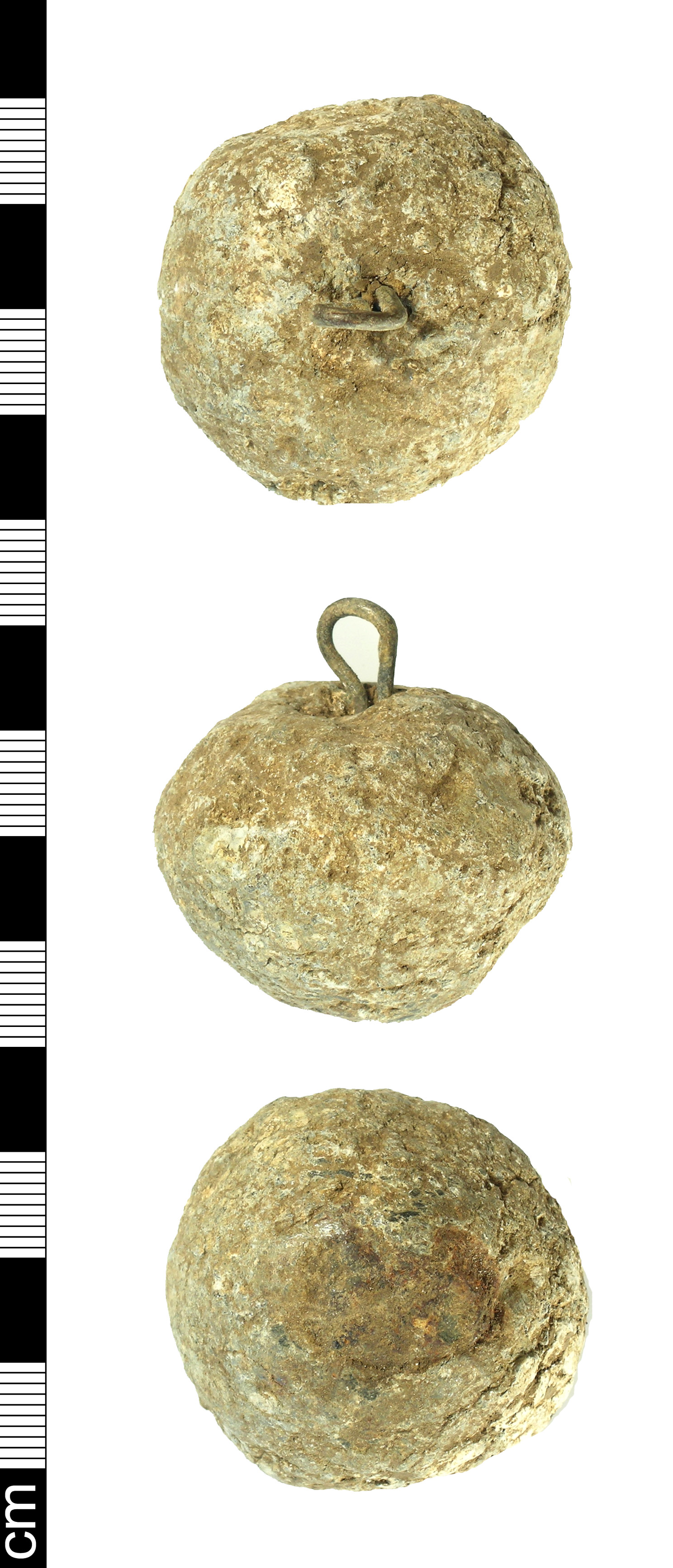
도드란스, 즉 리브라에 해당하는 로마 쇠저울 추 (추정)

무게 또는 질량 단위는 주로 12의 배수를 기반으로 했다. 여러 단위 이름은 로마 공화국 시대의 동전 이름이기도 했으며 더 큰 기본 단위의 동일한 분수 값을 가졌다. 무게는 리브라, 동전은 아스였다. 리브라에 대한 현대 추정치는 322 to 329 g (11.4 to 11.6 oz) 범위이며 5076 그레인 또는 328.9 g (11.60 oz)이 통용되는 수치이다. 아스는 제1차 포에니 전쟁 이후 12온스에서 2온스로, 제2차 포에니 전쟁 중에는 1온스로, 기원전 131년의 렉스 파피리아에 의해 0.5온스로 감소했다.
리브라의 구분은 다음과 같다.
| 로마 단위                                                                                                   | 영어 명칭          | 동일 값      | 미터법 환산 | 제국 환산         | 설명                                 |
| --- | ------------------ | ------------ | ----------- | ----------------- | ------------------------------------ |
| 운키아 | 로마 온스          | 1⁄12 리브라  | 27.4 g      | 0.967 oz          | lit. "12분의 1"                      |
| 세스쿤키아 또는 세스쿤스                                                                                    |                    | 1⁄8 리브라   | 41.1 g      | 1.45 oz           | lit. "1과 12분의 1"                  |
| 섹스탄스 |                    | 1⁄6 리브라   | 54.8 g      | 1.93 oz           | lit. "6분의 1"                       |
| 콰드란스 테룬키우스                                                                                         |                    | 1⁄4 리브라   | 82.2 g      | 2.90 oz           | lit. "4분의 1" lit. "3배의 12분의 1" |
| 트리엔스 |                    | 1⁄3 리브라   | 109.6 g     | 3.87 oz           | lit. "3분의 1"                       |
| 퀸쿤스 |                    | 5⁄12 리브라  | 137.0 g     | 4.83 oz           | lit. "12분의 5"                      |
| 세미스 또는 세미시스                                                                                        |                    | 1⁄2 리브라   | 164.5 g     | 5.80 oz           | lit. "절반"                          |
| 셉툰스 |                    | 7⁄12 리브라  | 191.9 g     | 6.77 oz           | lit. "12분의 7"                      |
| 베스 또는 베시스                                                                                            |                    | 2⁄3 리브라   | 219.3 g     | 7.74 oz           | lit. "아스의 2 [부분]"               |
| 도드란스 |                    | 3⁄4 리브라   | 246.7 g     | 8.70 oz           | lit. "4분의 1 미만"                  |
| 덱스탄스 |                    | 5⁄6 리브라   | 274.1 g     | 9.67 oz           | lit. "6분의 1 미만"                  |
| 데운스 |                    | 11⁄12 리브라 | 301.5 g     | 10.64 oz          | lit. "12분의 1 미만"                 |
| 리브라 | 로마 파운드 리브라 |              | 328.9 g     | 11.60 oz 0.725 lb | lit. "저울"                          |
| 달리 명시되지 않는 한 스미스(1851)를 기반으로 함. 미터법 환산 값은 근사치이며, 1 리브라 = 328.9 g로 환산됨. |                    |              |             |                   |                                      |

운키아의 하위 구분은 다음과 같다.
| 로마 단위                                                                                                   | 영어 명칭          | 동일 값      | 미터법 환산 | 제국 환산        | 설명                                          |
| --- | ------------------ | ------------ | ----------- | ---------------- | --------------------------------------------- |
| 실리콰 | 캐럿               | 1⁄144 운키아 | 0.19 g      | 2.9 gr 0.0067 oz | lit. "캐롭 씨앗" 그리스어 κεράτιον (케라티온) |
| 오볼루스 | 오볼루스           | 1⁄48 운키아  | 0.57 g      | 8.8 gr 0.020 oz  | lit. "오볼", 그리스어 "금속 꼬치"에서 유래    |
| 스크루풀룸                                                                                                  | 스크루플           | 1⁄24 운키아  | 1.14 g      | 17.6 gr 0.040 oz | lit. "작은 조약돌"                            |
| 세미섹스툴라 또는 디미디아 섹스툴라                                                                         |                    | 1⁄12 운키아  | 2.28 g      | 35.2 gr 0.080 oz | lit. "절반 육분의 일", "작은 육분의 일"       |
| 섹스툴라 | 섹스툴라           | 1⁄6 운키아   | 4.57 g      | 70.5 gr 0.161 oz | lit. "작은 육분의 일"                         |
| 시킬리쿠스 또는 시킬리쿠우스                                                                                |                    | 1⁄4 운키아   | 6.85 g      | 106 gr 0.242 oz  | lit. "작은 낫"                                |
| 두엘라 |                    | 1⁄3 운키아   | 9.14 g      | 141 gr 0.322 oz  | lit. "작은 두 [육분의 일]"                    |
| 세미운키아                                                                                                  | 반 온스 세미운키아 | 1⁄2 운키아   | 13.7 g      | 211 gr 0.483 oz  | lit. "반 12분의 1"                            |
| 운키아 | 로마 온스          |              | 27.4 g      | 423 gr 0.967 oz  | "12분의 1"                                    |
| 달리 명시되지 않는 한 스미스(1851)를 기반으로 함. 미터법 환산 값은 근사치이며, 1 리브라 = 328.9 g로 환산됨. |                    |              |             |                  |                                               |

## 시간

### 연도
복잡했던 로마력은 기원전 45년에 율리우스력으로 대체되었다. 율리우스력에서 평년은 365일이고, 윤년은 366일이다. 기원전 45년에서 서기 1년 사이에는 윤년이 불규칙적으로 발생했다. 서기 4년부터는 윤년이 4년마다 규칙적으로 발생했다. 연도 번호는 거의 사용되지 않았으며, 대신 해당 연도의 집정관 이름을 붙여 연도를 지정했다. (집정관 임기가 나중에 1월부터 12월까지 이어지면서, 결국 3월이 아닌 1월이 한 해의 시작으로 간주되었다.) 연도 번호가 필요한 경우 그리스의 올림피아드 또는 로마 건국 이래의 연수(ab urbe condita, 기원전 753년)를 사용했다. 중세에는 연도 번호가 예수의 출생 연도로 추정되는 아노 도미니 방식으로 변경되었다.
현대 세계 대부분에서 사용되는 달력인 그레고리력은 태양년의 길이에 더 가깝게 맞추기 위해 4세기마다 3번의 윤년을 건너뛴다는 점(즉, 400년마다 97번의 윤년)에서 율리우스력과 다르다.

### 주
로마인들은 8일 주기로 눈딘이라고 불렀고, 8일째 되는 날은 장날이었다.
눈딘과는 별개로, 점성가들은 7일 주기의 햅도마스(hebdomas)를 유지했는데, 각 날은 7개의 고전 행성 중 하나에 해당했다. 주의 첫째 날은 토성일, 그 다음은 태양일, 달의 날, 화성일, 수성일, 목성일, 그리고 마지막으로 금성일이었다. 각 점성술적 날은 해뜰 때 시작되는 것으로 계산되었다. 유대인들도 7일 주를 사용했는데, 토요일 저녁에 시작되었다. 그들은 주의 일곱째 날을 사바트라고 불렀고, 다른 날들은 번호를 매겼으며, 금요일만 파라스케베 또는 여섯째 날이라고 불렀다. 각 유대인의 날은 해질녘에 시작된다. 기독교인들은 유대인의 7일 주를 따랐지만, 일반적으로 주의 첫째 날을 도미니카 또는 주의 날이라고 불렀다. 321년에 콘스탄티누스 1세는 신민들에게 매주 일요일을 휴일로 주어, 7일 주가 로마 시민 사회에 확고히 자리 잡게 했다.

### 시간
로마인들은 해뜰 때 시작하여 해질 때 끝나는 12개의 호라에 또는 시간으로 낮을 나누었다. 밤은 4개의 야경(야간 감시 시간)으로 나누었다. 이 시간들의 지속 시간은 계절에 따라 달랐다. 낮 시간이 짧은 겨울에는 12개의 시간이 그에 따라 짧아지고 4개의 야경은 그에 따라 길어졌다.
점성가들은 태양일을 24개의 균등한 시간으로 나누었고, 이 점성술적 시간은 중세 시계와 현대의 24시간 평균 태양일의 기초가 되었다.
시간이 분과 초로 나뉘는 것은 중세까지 이루어지지 않았지만, 고전 고대 점성가들은 하루의 1⁄60에 해당하는 미누타(현대 24분), 하루의 1⁄3600에 해당하는 세쿤다(현대 24초), 하루의 1⁄216,000에 해당하는 테르티아(현대 0.4초)를 가지고 있었다.

## 유니코드
로마 화폐에 대한 여러 특수 기호는 유니코드 표준 버전 5.1(2008년 4월)에 고대 기호 블록(U+10190–U+101CF, 보조 다국어 평면)으로 추가되었다.
틀:Unicode chart Ancient Symbols
위에서 언급했듯이, 아스 동전(원래는 1 리브라의 청동)의 구분에 대한 이름은 리브라의 구분에도 사용되었으며, U+10190–U+10195 기호도 마찬가지로 무게 기호이다.
- U+10190 (𐆐): 섹스탄스
- U+10191 (𐆑): 운키아
- U+10192 (𐆒): 세미운키아
- U+10193 (𐆓): 섹스툴라
- U+10194 (𐆔): 세미섹스툴라
- U+10195 (𐆕): 실리콰

## 같이 보기
- 고대 이집트 측정 단위
- 고대 그리스 측정 단위
- 성경 및 탈무드 측정 단위
- 비잔틴 단위
- 측정의 역사

## 내용주
1. ↑  페스 드루시아누스(333 또는 335mm)는 때때로 로마 지방, 특히 게르마니아 인페리오르에서 사용되었다.[4][5]